# Свитловодск
Свитловодск (укр. Світловодськ) град је Украјини у Кировоградској области. Према процени из 2012. у граду је живело 47.036 становника.

## Становништво
Према процени, у граду је 2012. живело 47.036 становника.
| 1979.  | 1989.  | 2001.  | 2012.  |
| ------ | ------ | ------ | ------ |
| 47.166 | 55.591 | 50.094 | 47.036 |